# Sulley Muntari
Sulleyman Ali Muntari (Konongo, 27. kolovoza 1984.) bivši je ganski nogometaš i reprezentativac.

## Vanjske poveznice
- Profil na Transfermarktu
- Profil na Soccerwayu